# Neeugoa lkanshireiensis
Neeugoa lkanshireiensis är en fjärilsart som beskrevs av W. och S. 1916. Neeugoa lkanshireiensis ingår i släktet Neeugoa och familjen nattflyn. Inga underarter finns listade i Catalogue of Life.